# Neukrotivi kardinal
Neukrotivi kardinal je hrvatski dokumentarni film o film o hrvatskom blaženiku i velikom mučeniku crkve modernog doba Alojziju Stepincu. Snimatelj Davor Šarić dobio je nagradu za najboljeg snimatelja, a redatelji Mirela i Ivan Cigić nagradu za najbolju režiju na 5. Festivalu hrvatskoga katoličkog filma Trsat. Film je osvojio treće mjesto u kategoriji dokumentarnog filma na Međunarodnom katoličkom festivalu filma i multimedije u Varšavi.
U filmu se pojavljuju svjedoci osobni Stepinčevi poznavatelji. Prvi put pred kamerama otkrivaju činjenice iz njegova života  o kojima se do sada malo znalo i govorilo.